# Chauvin (Alberta)
Chauvin es un pueblo canadiense situado en la provincia de Alberta.

## Superficie
Chauvin tiene una superficie de 2,22 km².

## Demografía
En 2021, tenía 304 habitantes, una densidad poblacional de 136,9 hab./km², y 162 viviendas.